# Planxty
I Planxty sono un gruppo folk irlandese.
Il nome Planxty in gaelico irlandese è una composizione musicale in omaggio ad un ospite, un mecenate, un benefattore ed è usata da Turlough O'Carolan in numerose composizioni.
Planxty potrebbe derivare da una corruzione del termine augurale gaelico sláinte, oppure dal latino plangere che vuol dire supplicare.

## Storia del gruppo

### I primi anni settanta
I Planxty si formano negli anni settanta intorno alla figura di Christy Moore, musicista irlandese della contea di Kildare, trasferitosi in Inghilterra per tutti gli anni sessanta.
Donal Lunny è un compagno di scuola di Moore e proviene dal gruppo folk-pop Emmet Spiceland, Andy Irvine è un attore inglese convertito alla musica, ispirato da Woody Guthrie, dedito alla ricerca di musica tradizionale e fondatore degli Sweeney's Men, Liam O'Flynn è già un affermato piper.
Christy Moore, Liam O'Flynn, Andy Irvine e Dónal Lunny si conoscono nelle session nei pub.
I Planxty appaiono per la prima volta in pubblico come gruppo d'apertura per Donovan nel suo tour irlandese del 1971.
Moore, deluso dal rapporto con i musicisti inglesi nel suo album di debutto Paddy On The Road, convince il suo produttore Bill Leader a registrare a Prosperous (co. Kildare), nella casa della sorella Anne (che compare sulla copertina dell'album), con altri musicisti irlandesi: nasce così l'omonimo album Prosperous, in cui compaiono Liam O'Flynn (uillean pipes), Dònal Lunny (voce, sintetizzatore, bouzouki) e Andy Irvine (voce, bouzouki, mandolino e armonica a bocca), Clive Collins (violino), Dave Bland (concertina), Kevin Conneff (bodhrán) e Bill Whelan (tastiere).
Lo stesso anno i Planxty esordiscono con un 33 giri omonimo, comunemente chiamato The Black Album, per il colore della copertina.
La sintesi musicale è molto originale ed innovativa per la stessa tradizione irlandese: c'è la passione per la musica esteuropea di Irvine, il repertorio di danze tradizionali di O'Flynn, la musica di John Reilly e le pagine della PW Joyce Collection.
Nell'album compaiono Merrily Kissed the Quaker e Sí Bheag Sí Mhor, esempi del rinnovamento musicale dei Planxty, il classico Raggle Taggle Gypsy, il brano di Andy Irvine West Coast of Clare, struggente e malinconica canzone d'amore fortemente ispirata ai motivi popolari, e The Blacksmith che termina con il tradizionale balcanico Blacksmithereens.
Nel 1973 esce The Well Below the Valley. Nel 1974 I Planxty pubblicano Cold Blow and Rainy Night, in cui si aggiunge Johnny Moynihan (ex Sweeney's Men) a bouzouki, violino, tin whistle e voce, che prende il posto di Dónal Lunny. Quest'ultimo andrà a formare un altro gruppo storico del folk irlandese, The Bothy Band.
Nello stesso anno Christy Moore lascia il gruppo, e l'ultimo disco di questo periodo, The Planxty Collection, annovera nella formazione Paul Brady  (proveniente dal gruppo dei Johnstons), subentrato a Moore.
Nel 1975 il gruppo si scioglie. Christy Moore si dedica alla carriera solista, O'Flynn lavora da turnista con numerosi artisti, Andy Irvine e Paul Brady proseguono in duo per un breve periodo, e nel 1976 incidono un nuovo disco, prodotto da Dònal.

### 1978-1982
Nel 1978 il gruppo torna insieme e l'anno successivo pubblica l'album After the Break (Dopo la rottura), con Matt Molloy, dei The Bothy Band e successivamente nei Chieftains, al flauto, tuttavia i membri non trascurano i rispettivi progetti musicali in parallelo. Sempre nel 1979 esce The Woman I Loved So Well con la partecipazione di Matt Molloy, Noel Hill (concertina), Tony Linnane (violino), Bill Whelan, tastierista e musicista di Riverdance, già in Prosperous.
Nel 1982 I Planxty in formazione allargata (oltre ai quattro fondatori e allo stesso Whelan, troviamo James Kelly e Nollaig Casey ai violini, ed Eoghan O'Neill al basso), pubblicano Words & Music.
Christy Moore e Dònal Lunny preferiscono concentrare gli sforzi sui Moving Hearts e i Planxty cessano nuovamente l'attività nel 1983.

### Il nuovo millennio
Nel 2003, in un documentario sui Planxty sulla RTE, numerosi giovani artisti proclamano il loro debito alla band. Il documentario ispira perciò i quattro membri fondatori, che l'11 ottobre 2003 suoneranno di nuovo assieme davanti a un'audience esclusiva di 200 fortunati.
Spinti dall'accoglienza del pubblico, i Planxty tornano a suonare dal vivo nel gennaio-febbraio dell'anno seguente.
Dai concerti tenuti a Vicar St. a Dublino e al Glór Irish Music Centre a Ennis (Co. Clare) viene registrato Live 2004. I Planxty mostrano un'effettiva maturità artistica, e questo disco, il primo live della loro carriera, coglie i musicisti in stato di grazia. Dopo questa esperienza i Planxty si sciolgono un'altra volta.
Attualmente non si sa se siano previste nuove riunioni o nuovi dischi.

## Discografia
- 1973 - Planxty
- 1973 - The Well Below the Valley
- 1974 - Cold Blow and the Rainy Night
- 1976 - The Planxty Collection
- 1979 - After the Break
- 1980 - The Woman I Loved So Well
- 1983 - Words & Music
- 2004 - Live 2004
- 2016 - (Between the jigs and the reels: A Retrospective)
- 2018 - One Night in Bremen